# Championnats du Suriname de cyclisme sur route
Les championnats du Suriname de cyclisme sur route sont les championnats nationaux de cyclisme sur route organisés par la Fédération du Suriname de cyclisme.

## Podiums des championnats masculins

### Course en ligne
| Année | Vainqueur       | Deuxième        | Troisième          |
| ----- | --------------- | --------------- | ------------------ |
| 2006  | Earl Van Wilgen | ???             | ???                |
| 2008  | Ruiz Ceder      | Ziff Johnn      | Jermain Albertzoom |
| 2009  | Jair Tjon En Fa | Ruiz Ceder      | Murvin Arumjo      |
| 2010  | Murvin Arumjo   | Moses Rickets   | Ruiz Ceder         |
| 2011  | Murvin Arumjo   | Moses Rickets   | Ruiz Ceder         |
| 2012  | Moses Rickets   | Oral Sebico     | Murvin Arumjo      |
| 2013  | Moses Rickets   | Earl Van Wilgen | Shane Meerberg     |
| 2014  | Murwin Arumjo   | Ruben Vismale   | Patrick Hart       |
| 2015  | Ruben Vismale   | Juan Grot       | Patrick Hart       |
| 2016  | Milton Sairras  | Ruben Vismale   |                    |
| 2022  | Xavi Wadilie    | Ruben Vismale   | Dimitri Madamsir   |
| 2023  | Xavi Wadilie    | Jorryn Simson   | Dimitri Madamsir   |
| 2024  | Moses Rickets   | Jaïr Nortan     | Xavi Wadilie       |

### Contre-la-montre
| Année | Vainqueur       | Deuxième         | Troisième          |
| ----- | --------------- | ---------------- | ------------------ |
| 2006  | Earl Van Wilgen | Patrick Hart     | Stephanus Carbière |
| 2007  | Ruiz Ceder      | Sven Stekkel     | Patrick Hart       |
| 2008  | Ruiz Ceder      | Sven Stekkel     | Ziff Johnn         |
| 2009  | Moses Rickets   | Murvin Arumjo    | Ruiz Ceder         |
| 2010  | Moses Rickets   | Ruiz Ceder       | Murvin Arumjo      |
| 2011  | Ruiz Ceder      | Moses Rickets    | Murvin Arumjo      |
| 2012  | Ruiz Ceder      | Moses Rickets    | Ruben Vismale      |
| 2013  | Moses Rickets   | Shane Meerberg   |                    |
| 2014  | Ruben Vismale   |                  |                    |
| 2015  | Ruben Vismale   | Patrick Hart     | Juan Grot          |
| 2016  | Ruben Vismale   | Patrick Hart     |                    |
| 2022  | Kenrick Sahadeo | Dimitri Madamsir | Xavi Wadilie       |
| 2023  | Jorryn Simson   | Kenrick Sahadeo  | Ruben Vismale      |
| 2024  | Jaïr Nortan     | Jeorgen Adelaar  | Jermain Jubitana   |

### Course en ligne juniors
| Année | Vainqueur           | Deuxième     | Troisième      |
| ----- | ------------------- | ------------ | -------------- |
| 2008  | Jair Tjon En Fa     |              |                |
| 2011  | Jamell Meerberg     | Daryll Liauw | Shane Meerberg |
| 2013  | Joshua Randjitsingh |              |                |

### Contre-la-montre juniors
| Année | Vainqueur       | Deuxième        | Troisième        |
| ----- | --------------- | --------------- | ---------------- |
| 2008  | Jair Tjon En Fa | Nigel Sloot     |                  |
| 2011  | Shane Meerberg  | Jamell Meerberg | Romello Renfurm  |
| 2012  | Shane Meerberg  | Jamell Meerberg | Melvin Geysvliet |

### Course en ligne débutants
| Année | Vainqueur        | Deuxième | Troisième |
| ----- | ---------------- | -------- | --------- |
| 2008  | Serge Veldhuizen |          |           |

### Contre-la-montre débutants
| Année | Vainqueur        | Deuxième | Troisième |
| ----- | ---------------- | -------- | --------- |
| 2008  | Serge Veldhuizen |          |           |

## Podiums des championnats féminins

### Course en ligne
| Année | Vainqueur         | Deuxième | Troisième |
| ----- | ----------------- | -------- | --------- |
| 2008  | Judy Etjeh        |          |           |
| 2009  | Jo-Ann Veldhuizen |          |           |
| 2013  | Zulekha Burnet    |          |           |

### Contre-la-montre
| Année | Vainqueur         | Deuxième           | Troisième         |
| ----- | ----------------- | ------------------ | ----------------- |
| 2008  | Jo-Ann Veldhuizen | Judy Etjeh         |                   |
| 2009  | Jo-Ann Veldhuizen | Ellen Tjon A Meeuw | Daniëlle Jacot    |
| 2012  | Judy Etjeh        | Jo-Ann Veldhuizen  | Leanza Oosthuizen |